# 何天骐
何天骐（1916年—2001年），男，福建福清人，中国骨外科专家，曾任中山医科大学教授、博士生导师。